# Пичаево (Пичаевский район)
Пича́ево — село в Тамбовской области России. Административный центр Пичаевского района и Пичаевского сельсовета.
Расположено в 72 км по прямой к северо-востоку от Тамбова на реке Кашме, в 16 км к юго-западу от железнодорожной станции Вернадовка Куйбышевской железной дороги на линии Ряжск — Пенза. Расстояние до Тамбова по автодорогам примерно 100 км.

## История
Основано в 1703 году как село Солотчинского монастыря Рязанского уезда. В документах записано как «село Благовещенское, Пичаево тож». Название происходит от мордовского слова «пича» — сосна. От него вскоре отделились селения Питим и Липовка.
В середине XIX века в селе действовали две мельницы, восемь маслобоен, салотопня, две ярмарки, базар, народное училище.
Энциклопедический словарь Брокгауза и Ефрона даёт такое описание села:

Пичаево или Преображенское — с. Моршанского у., Тамбовской губ., в 40 в. от уездного города, при pp. Пичаевке и Кашмы. 2 церкви, еженедельные базары, 2 ярмарки, 3 школы, больница, почтовое отделение, сберегательная касса. Жителей 6880.

В начале XX века — почтово-телеграфная контора, четыре земские школы, больница и ветеринарный пункт.

## Население
| 1959 | 1970  | 1979  | 1989  | 2002  | 2010  |
| ---- | ----- | ----- | ----- | ----- | ----- |
| 2584 | ↗2888 | ↗3322 | ↗3408 | ↗3568 | ↘3407 |

## Экономика
Крупнейшие предприятия:
- ООО «Пичаево-Нива» — растениеводство.
- ООО «Веста» — растениеводство. Единственный в Пичаевском районе производитель овощей.

## Образование
- МБОУ «Пичаевская СОШ».
- МБДОУ «Пичаевский детский сад «Берёзка».
- МБУДО «Детско-юношеский центр».

Пичаевская СОШ регулярно входит в ежегодный рейтинг лучших сельских школ России: в рейтинге 2014 года — 8 место, в рейтингах 2015, 2016 и 2017 годов — без места (с 2015 года все школы в этих списках расположены в алфавитном порядке по регионам).

## Здравоохранение
ТОГБУЗ «Пичаевская ЦРБ»: поликлиника на 382 посещения в смену, стационар на 43 койки круглосуточного пребывания, 16 коек дневного пребывания и 15 коек сестринского ухода (хирургическое, терапевтическое, педиатрическое, инфекционное отделения).
Приём в поликлинике ведётся по следующим специальностям: терапия, хирургия, гинекология, неврология, педиатрия, офтальмология, стоматология, дерматовенерология, психиатрия, наркология. В поликлинике выполняется УЗИ, рентгеновское обследование, есть лаборатория и кабинет функциональной диагностики.

## Транспорт
МУП «Пичаевское АТП»: 16 внутримуниципальных автобусных маршрутов, 2 межмуниципальных маршрута («Пичаево — Моршанск» и «Пичаево — Осино-Гай»), 1 междугородный маршрут («Пичаево — Бондари — Тамбов»).
Индивидуальными предпринимателями оказываются услуги такси.
Расстояние по автомобильным дорогам от с. Пичаево до г. Моршанск — 40 км, до г. Тамбов — 100 км, до г. Москва — 465 км.

## Пресса
Издаётся газета «Пичаевский вестник».

## Культура
- МБУК «Пичаевский районный Дом культуры».
- МБУК «Межпоселенческая центральная библиотека Пичаевского района».
- МБУДО «Пичаевская детская школа искусств».

При центральной библиотеке в 2007 году создана краеведческая музейная комната.
Ансамбль «Казачья воля» Пичаевского районного Дома культуры 7 апреля 2017 года выступил в популярной телепередаче «Первого канала» «Поле чудес».

## Коммерческая инфраструктура
- Банки: «Сбербанк», «Россельхозбанк».
- Магазины, в том числе магазины следующих федеральных сетей:
  - «Магнит» (2 магазина: универсам «Магнит» и «Магнит Косметик»);
  - «Пятёрочка» (1 магазин);
  - «Красное & Белое» (1 магазин);
  - «Fix Price» (1 магазин).
- Ярмарка (вторник и пятница).
- Предприятия общественного питания: кафе, бар, чебуречная.
- Пункты выдачи интернет-магазинов «Ozon» и «Wildberries».
- Салон красоты, парикмахерские.Табличка на статуе Пич-Ава
- Аптеки.

## Достопримечательности
- Свято-Троицкая церковь. Построена в 1889 году по образцовому проекту архитектора К. А. Тона — автора Храма Христа Спасителя в Москве[14]. Самое высокое здание в с. Пичаево и в Пичаевском районе. В храме сохранился резной деревянный иконостас XIX века, покрытый сусальным золотом. В разные годы в этой церкви служили священники Митрофан Замятин (двоюродный брат известного писателя Евгения Замятина) и о. Иоанн (И. М. Васнев, отец нынешнего митрополита Тамбовского и Рассказовского Феодосия). Является памятником архитектуры регионального значения.
- Скульптура «Пичава» («Женщина-сосна»). Олицетворяет древнее предание о происхождении названия с. Пичаево. Установлена в 2016 году на центральной площади села. Автор — скульптор Виктор Остриков, создатель памятника «Тамбовский мужик» в г. Тамбов. «Пичава» является единственной скульптурой в Тамбовской области, созданной на основе устного народного творчества. Пич-Ава ( сосновая баба ) по мордовски, Pitch-Ava ( Открытое поле ) на языке суоми.

## Известные уроженцы
- Кондратьев Алексей Владимирович (1971 г.р.) — российский государственный деятель, политик. Глава города Тамбова (2010—2015 гг.), член Совета Федерации Федерального собрания Российской Федерации от администрации Тамбовской области (2015—2020 гг.), вице-губернатор Тамбовской области (с 2020 г.).
- Феодосий (Васнев Сергей Иванович) (1961 г.р.) — митрополит Тамбовский и Рассказовский, глава Тамбовской митрополии (с 2002 г.).
- Лазутин Иван Георгиевич (1923—2010) — русский советский писатель и драматург.
- Волчков Иван Никитович (1910—1944) — Герой Советского Союза.